# Svenska syndabockar
Svenska syndabockar är en målning från 2005 av Markus Andersson. Målningen är en allegori som antyder kritik av ett massmedialt behov av syndabockar. Den bygger delvis på ett fotografi av Christer Pettersson taget av fotografen Jonas Lemberg samt William Holman Hunts berömda målning Syndabocken från år 1854.
Efter ett initiativ av Dorinel Marc ställdes målningen ut på Moderna museet år 2006 och blev mycket omskriven och omdebatterad. Debatten gällde dock i första hand frågan om upphovsrätt och inte den kritik mot massmedia som återspeglades i Anderssons verk.

## Juridisk process
"Upphovsrätten användes som

ett vapen för att tysta kritik."

— Markus Andersson, 2010

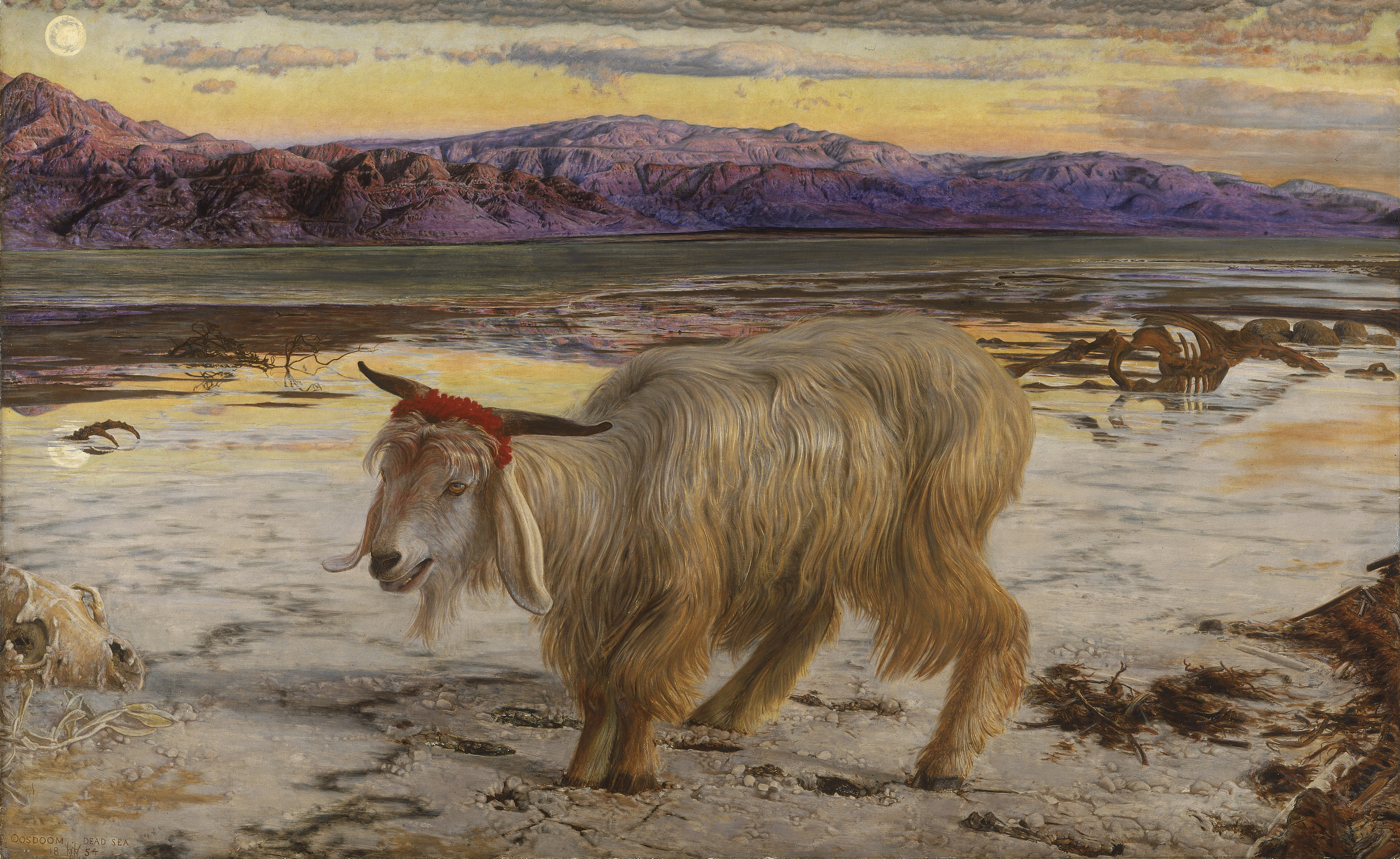
Anderssons målning anspelar på William Holman Hunts berömda målning Syndabocken från år 1854.

Lemberg stämde Andersson och fick rätt i tingsrätten.
Andersson fick rätt i hovrätten. Hovrätten skrev i sin dom 2015 att "I målningen har fårorna i Christer Petterssons ansikte framhävts och ansiktet framstår som mindre kantigt än i fotografiet. Dessutom är färgerna i målningen mer dämpade och anpassade till bakgrunden, vilket också medför vissa skillnader i hur ljuset faller över ansiktet. Det är enligt hovrättens mening tydligt att Markus Andersson på ett medvetet sätt har satt sin prägel på avbildningen av Christer Pettersson. Det är därmed inte fråga om en kopiering av fotografiet genom att måla av det."
Först 2017 slog Högsta domstolen fast att målningen inte var upphovsrättsintrång. Högsta domstolen skrev i sin dom att konstnären hade förändrat det fotografiska verket och på så sätt åstadkommit ett nytt verk. Domstolen skrev: "I stället för ett fotografiskt starkt personporträtt framträder i målningens form en allegori som antyder kritik av ett massmedialt behov av syndabockar".
Andersson kommenterade i en intervju 2010 att stora mediekanaler satte dagordningen och på så sätt kunde undvika debatt om den funktion som Christer Pettersson fyllde i samhället och att upphovsrätten hade använts som ett vapen för att tysta kritik. Vid domen 2017 menade han även att en bildkonstnär, likt en skribent, måste kunna citera för att framföra samhällskritik.
Lemberg menade att domen innebar tråkiga nyheter för alla fotografer.
Både Andersson och Lemberg medverkade i ett segment i SVT:s serie Domstolen 2018 som handlade om målet.

## Relaterade verk

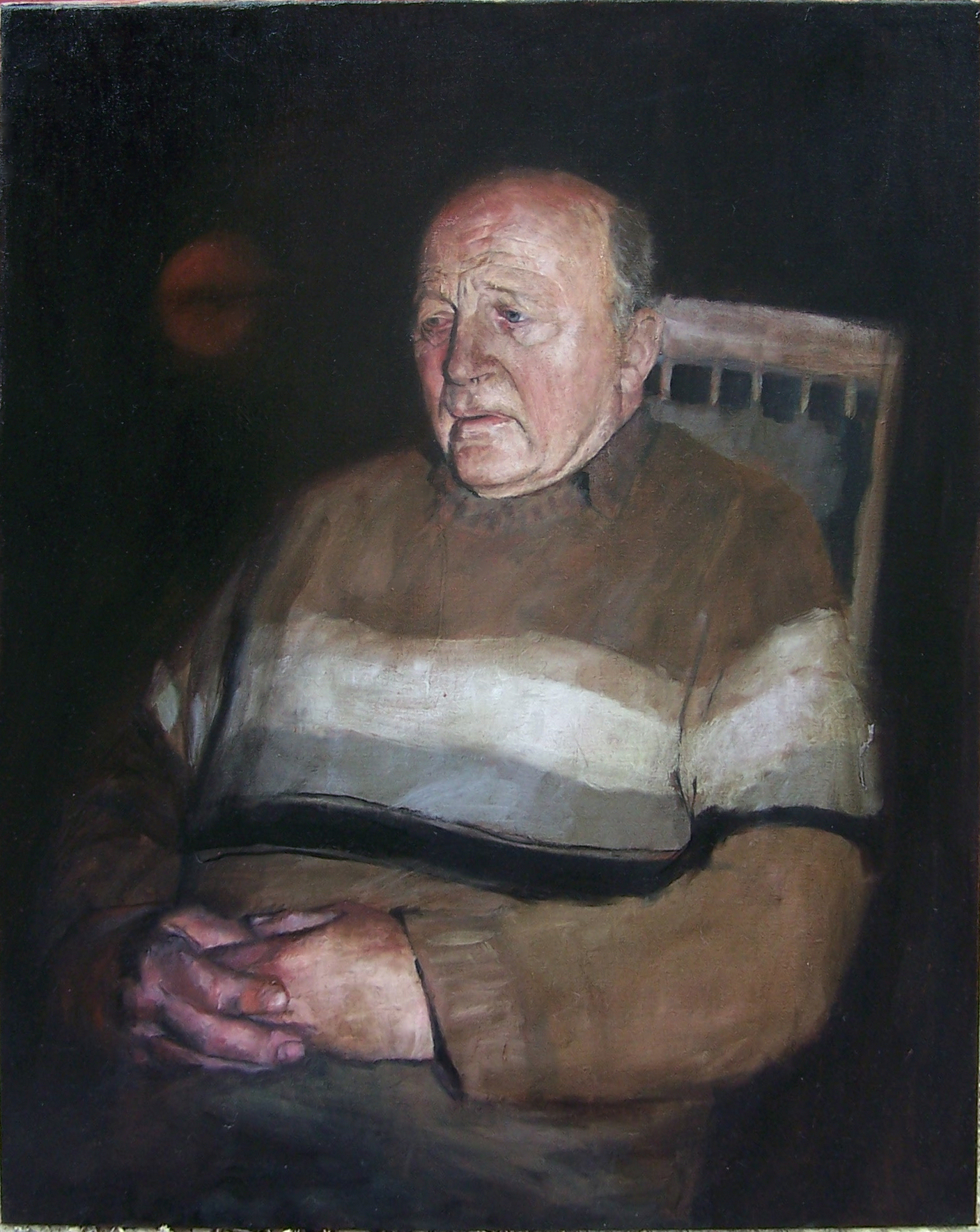
Polisen Gösta Söderström porträtterad av Markus Andersson i målningen Det sista vittnet.

Andersson porträtterade även polisen Gösta Söderström i målningen Det sista vittnet. Söderström var den första polisen på plats efter Palmemordet 1986.
Andersson har i sin "syndabocksserie" även porträtterat Mijailo Mijailović, Cats Falck och Daniel Wretström. I serien vill Andersson problematisera offentliga sanningar och belysa vad han uppfattar som en svartvit mediedramaturgi där medier stämplar vissa grupper som rakt igenom goda eller onda. Andersson har dragit paralleller till häxprocesserna.